# Eva Besnyö
Eva Besnyő (Budapest, 29 aprile 1910 – Laren, 12 dicembre 2003) è stata una fotografa ungherese, vissuta a Berlino negli anni 1930-1932 e in seguito nei Paesi Bassi, fino alla fine della sua vita.
Il suo lavoro si colloca al crocevia tra le due grandi correnti di avanguardia allora in piena fioritura a Berlino - Nuova oggettività e Neues Sehen - e la fotografia documentaria.
Nei Paesi Bassi, diventato il suo paese di adozione dopo aver lasciato la Germania nel 1932, preoccupata dall'ascesa del nazionalsocialismo, si dedica alla ritrattistica, ai reportage e alla fotografia di architettura, interpretando con nuove immagini le opere della corrente olandese del funzionalismo architettonico; negli anni settanta documenta l'attività del movimento femminista del gruppo Dolle Mina diventandone la "portavoce visiva".

## Biografia
Éva Marianna Besnyő nacque a Budapest nel 1910 da una famiglia ebrea benestante. La madre, Ilona Kelemen, era ungherese; il padre, Bela Blumgrund, era originario di Bratislava e prima di iniziare la sua carriera di avvocato cambiò il suo cognome ebraico in quello ungherese Besnyö. Nel 1944 morì nel campo di concentramento di Auschwitz.

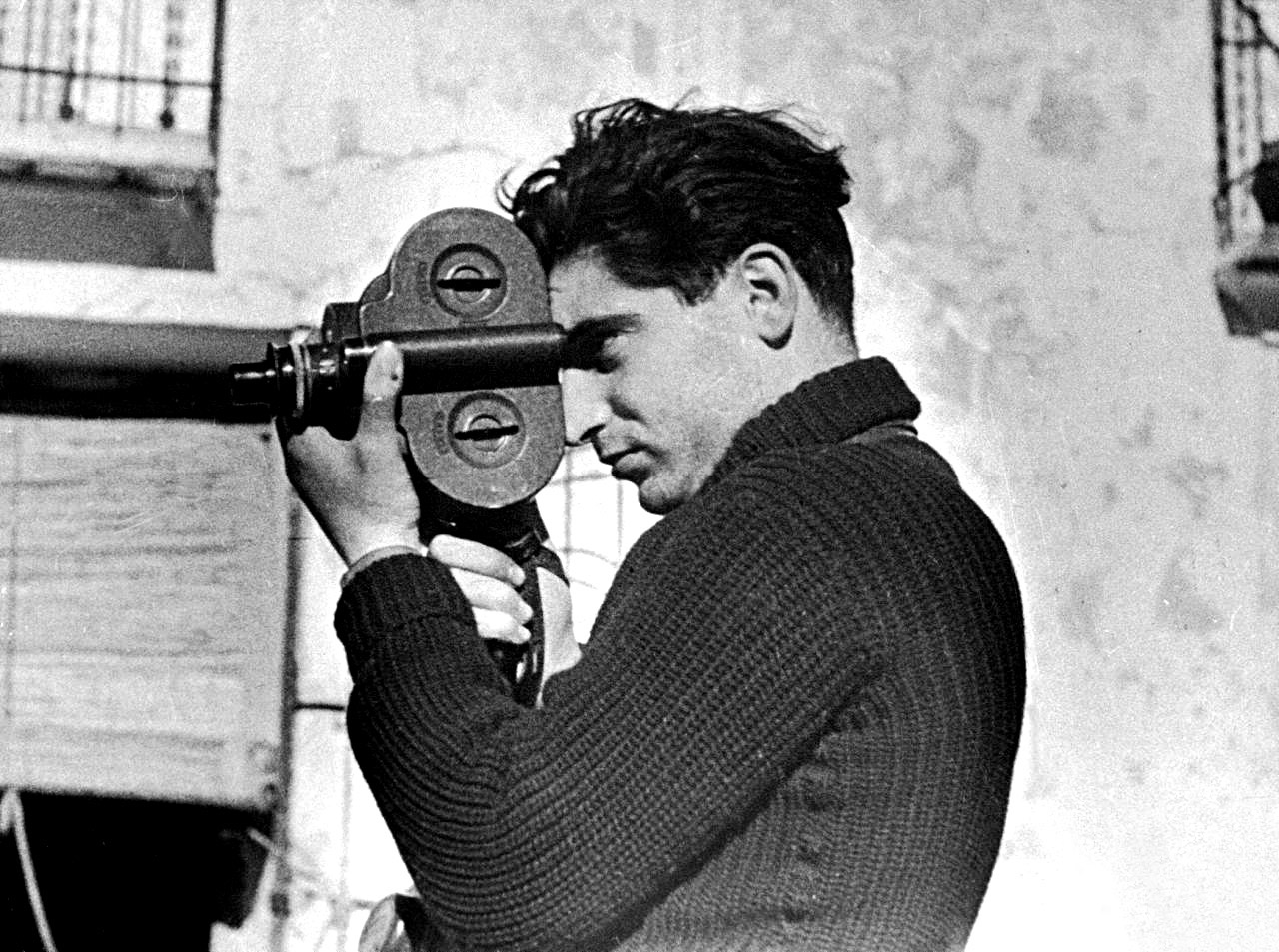
Robert Capa, amico d'infanzia di Eva Besnyő

La famiglia Besnyő viveva nello stesso palazzo in cui abitava Endre Friedmann, amico d'infanzia di Eva, di due anni più giovane, che in seguito, ispirato da lei, si sarebbe dedicato alla fotografia con il nome di Robert Capa. La madre di Eva, a causa della bassa estrazione sociale di Friedmann, non vedeva di buon occhio la sua frequentazione delle tre figlie. Eva, con la Kodak Brownie ricevuta dal padre per il suo sedicesimo compleanno, amava scattare foto per le vie di Budapest e nei dintorni, ed era solita portare con sé il ragazzino della porta accanto; la sua amicizia con "Bandi" sarebbe durata tutta la vita.
Nel 1928, dopo essersi diplomata al Gymnasium Veres Pálné, decisa a intraprendere la carriera di fotografa, iniziò un corso di studi biennale nello studio del fotografo József Pécsi (1889–1956), specializzato in ritratti e fotografia pubblicitaria, che la avviò allo stile pittorialista, poi alla fotografia modernista. Le prime foto di Besnyő sono foto di strada e mettono in luce la sua sensibilità sociale: i soggetti fotografati sono i barboni senzatetto ripresi a dormire sulle panchine.
Durante il suo secondo anno di apprendistato ricevette in regalo un libro fotografico che avrebbe influito profondamente sulla sua successiva visione e tecnica fotografica: Die Welt ist schön (Il mondo è bello, 1928) di Albert Renger-Patzsch, il precursore della Nuova oggettività in fotografia, avverso al pittorialismo, dal quale Besnyő avrebbe appreso l'attenzione per i dati della realtà, la precisione, la nitidezza dei dettagli, l'inquadratura ravvicinata. Terminati i due anni di corso, venne consigliata dal suo insegnante József Pécsi di recarsi a Berlino per proseguire la sua formazione, al contrario del padre, che le avrebbe invece prospettato Parigi.

### Berlino

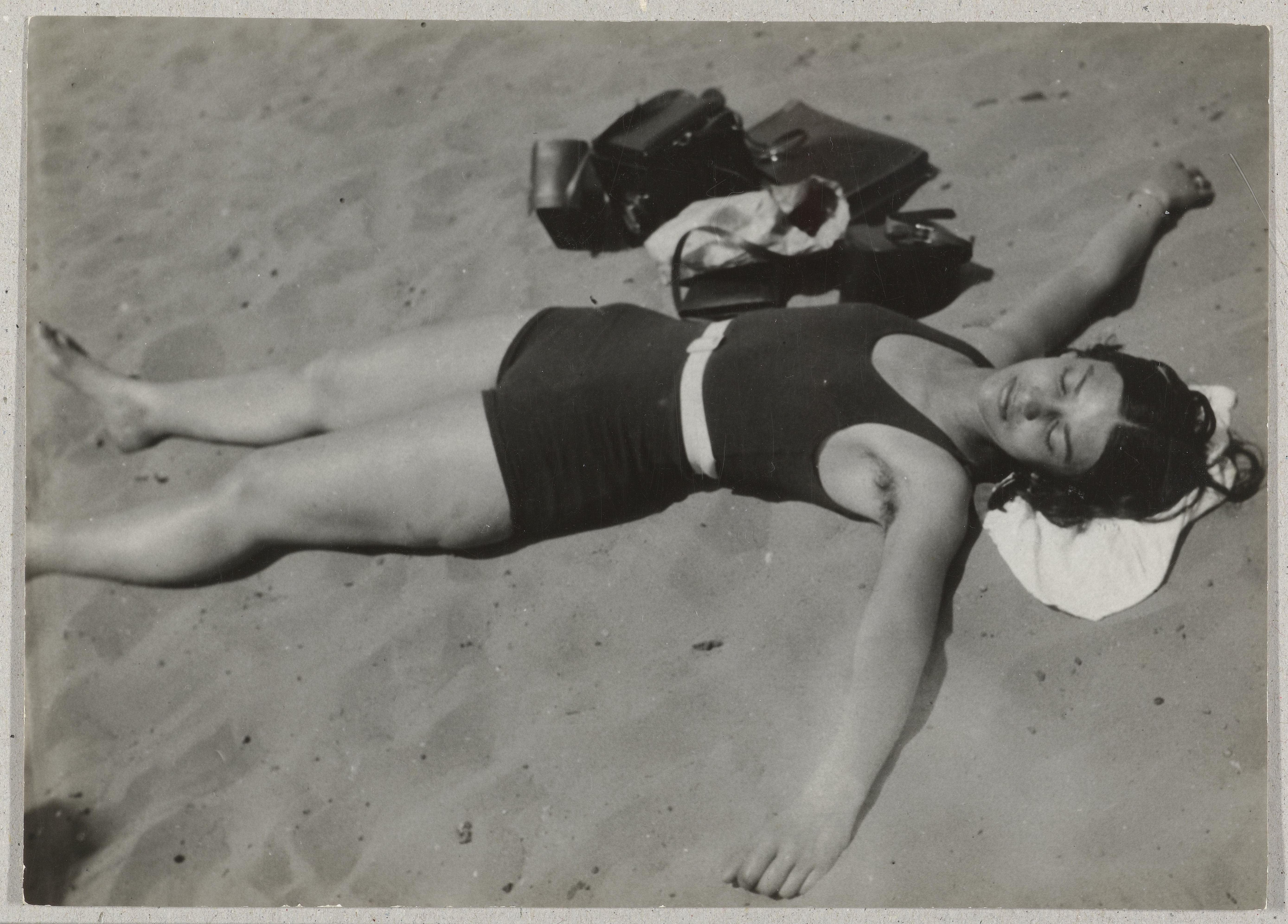
Ritratto di Eva Besnyo di Peter Weller, Berlino, 1931

Spinta dal desiderio di approfondire le sue conoscenze fotografiche e di lasciarsi alle spalle per sempre l'Ungheria del regime di Horthy, nel 1930 Besnyő si trasferì nella capitale della Repubblica di Weimar, allora centro dell'avanguardia e della sperimentazione artistica. Trovò lavoro come volontaria presso il fotografo pubblicitario René Ahrlé, poi presso il fotoreporter Peter Weller, il quale vendette a diverse riviste, tra cui Berliner Illustrirte Zeitung, molte immagini della giovane fotografa, pubblicate tuttavia, com'era d'uso al tempo, sotto il proprio nome.

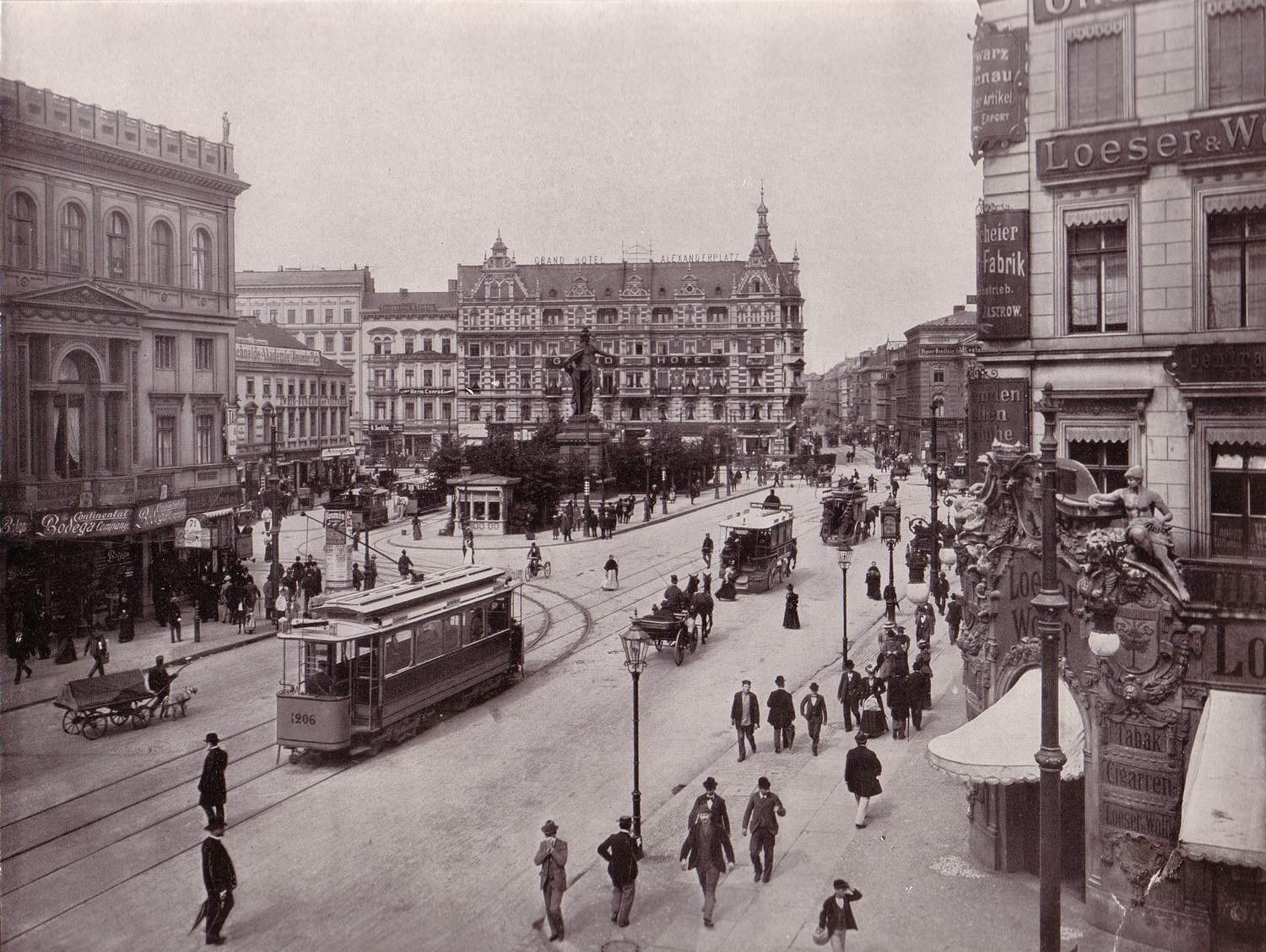
Berlin Alexanderplatz, 1903

A Berlino entrò a far parte della cerchia di artisti e intellettuali impegnati socialmente e politicamente, che comprendeva György Kepes, Joris Ivens, László Moholy-Nagy, Otto Umbehr e Robert Capa. Frequentò i corsi serali della Marxistische Arbeiterschule, MASCH (Scuola marxista per lavoratori), conobbe il teatro sperimentale, il cinema russo, la scuola Bauhaus e le nuove correnti di architettura. Fece propria l'estetica della Neues Sehen, promossa da giovani costruttivisti russi come Alexander Rodchenko e dagli insegnanti del Bauhaus László Moholy-Nagy e Walter Peterhans, basata sulla sperimentazione tecnica, sull'uso di inquadrature inconsuete, diagonali, angoli di ripresa dall'alto verso il basso e viceversa, contrasti di luci e ombre, costruzione geometrica della scena.
Alla fine del 1931 aprì il proprio studio di ritratti in Nachodstraße a Berlino-Wilmersdorf, continuando a lavorare su reportage giornalistici che le venivano commissionati dall'agenzia Neofot. La sua famosa fotografia del bambino zingaro che cammina lungo una strada, portando sulla schiena un violoncello, Boys with Cello (1931), risale a quel periodo, così come la serie di foto dei portuali sulla Sprea, dei carbonai in strada, degli operai ad Alexanderplatz, allora il più grande cantiere in Europa.

### Paesi Bassi
Il suo soggiorno a Berlino durò solo due anni: con l'affermarsi del nazionalsocialismo, nell'autunno del 1932 scelse per sicurezza di trasferirsi ad Amsterdam, dove l'anno successivo sposò il fotografo e regista olandese John Fernhout, figlio della pittrice espressionista Charley Toorop. Lei e il marito divennero membri del Vereeniging van Arbeiders Fotografen (VAF), un'associazione di fotografi affiliata all'allora Partito Comunista dei Paesi Bassi.

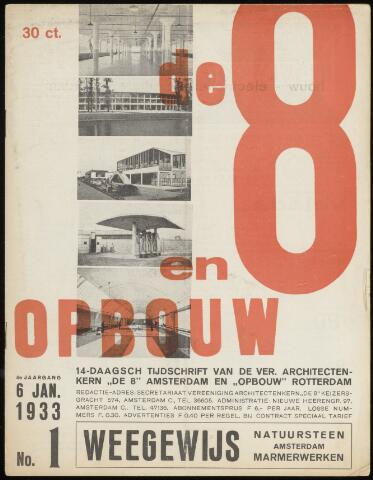
La rivista di architettura De 8 en Opbouw (1933), in cui Besnyo pubblicò le sue fotografie

. Nella capitale olandese si unì alla scena artistica progressista che ruotava intorno alla famiglia del marito e conobbe Piet Mondrian e Gerrit Rietveld.
Nel 1933 la sua mostra personale nella galleria d'arte Van Lier di Amsterdam, nota a livello internazionale, consolidò la sua fama nei Paesi Bassi. In questo periodo si dedicò a diversi generi fotografici: nel suo studio realizzò principalmente ritratti e fotografie di bambini, ma lavorò anche per giornali e agenzie di stampa, producendo diversi reportage - tra cui quello realizzato alla periferia di Budapest, nello slum chiamato Kiserdö - e fotografie di architettura. In particolare, fra il 1935 e il 1940, ricevette incarichi da architetti, come Ben Merkelbach, Charles Karsten, Gerrit Rietveld, Han van Loghem, per lo più membri del gruppo "de 8", sostenitori del movimento urbanistico e architettonico Neues Bauen. Le foto con i loro lavori, cantieri, case ed edifici, vennero pubblicate in alcune riviste, fra cui De 8 en Opbouw, la pubblicazione della corrente di architettura olandese legata alla Nuova Oggettività (Nieuwe zakelijkheid). La fotografa interpretò con immagini nuove il funzionalismo architettonico.
Besnyő pubblicò reportage anche sulla rivista socialista illustrata Wij. Ons werk, ons leven (Noi. Il nostro lavoro, la nostra vita); fu membro della Nederlandsche Vereeniging voor Ambachts- en Nijverheidskunst (VANK), l'Associazione olandese per l'artigianato e l'arte industriale e nel 1934 membro della Bond van Kunstenaars ter Verdediging van Kulturele Rechten, BKVK (Associazione delle arti per la protezione dei diritti culturali). Con quest'ultima associazione prese parte alla mostra di protesta del 1936 contro i Giochi Olimpici di Berlino “D-O-O-D” (De Olympiade onder Diktatuur).

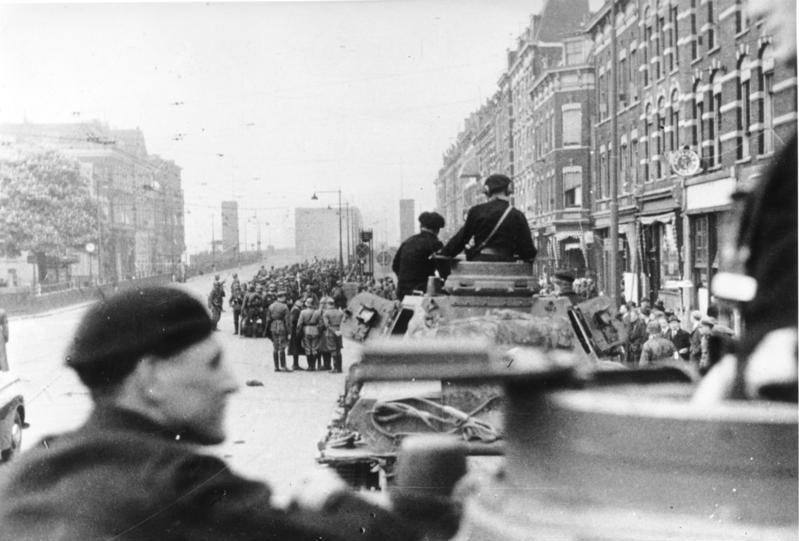
Panzer tedeschi entrano a Rotterdam nel 1940

Nel 1937 fu tra i principali organizzatori della mostra internazionale Foto '37, promossa dal BKVK allo Stedelijk Museum di Amsterdam, che intendeva fare il punto sullo stato dell'arte, con particolare attenzione al fotogiornalismo; vi parteciparono i più noti fotografi del tempo, fra cui Henri Cartier-Bresson, Robert Capa, Berenice Abbott, Eugène Atget, Raoul Hausmann, Florence Henri, Horst P. Horst, Germaine Krull, Jan Kamman e László Moholy-Nagy.
Dal 1937 al 1939 Besnyő realizzò pareti fotografiche per l'interno della nuova nave passeggeri della Holland-America Line e per le navi Nieuw Amsterdam e Pendrecht, con foto di paesaggi e iconiche immagini olandesi: il porto di Rotterdam, una donna e bambino in abiti folcloristici, tulipani in fiore, una fila di mulini a vento, mucche al pascolo. Una particolare attenzione venne riservata agli effetti visivi di luci e linee; la maggior parte delle foto conteneva una diagonale, rivelatrice dell'impronta di Besnyö come "nuova fotografa" modernista, anche se spesa dentro all'estetica "kitsch" propria di uno stile tradizionale e nazionalista.
Alla fine degli anni '30 Besnyö era una fotografa molto apprezzata e impegnata nei Paesi Bassi, ma la situazione cambiò bruscamente nel 1940 con l'occupazione del paese da parte dei nazisti. A causa delle sue origini ebraiche, non poté più lavorare e viaggiare; tra il 1942 e il 1944 visse in clandestinità. Prese parte alla resistenza olandese producendo fototessere per carte d'identità, fra cui quelle per il gruppo illegale PersoonsBewijzenCentrale (PBC).

### 1945-2003

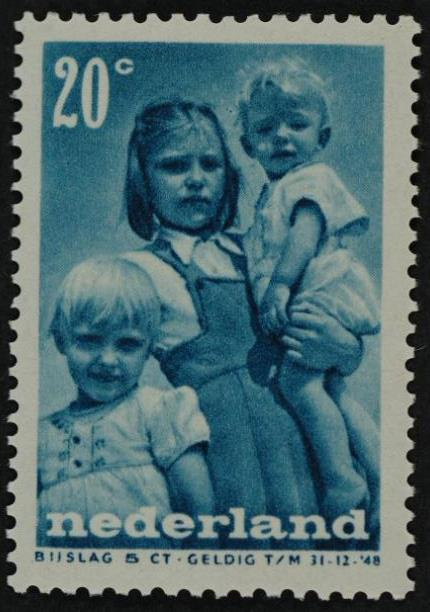
Francobollo emesso nel 1947, basato su una fotografia di Eva Besnyö.

Nel 1945, dopo aver divorziato dal primo marito che viveva negli Stati Uniti dal 1939, sposò il grafico olandese Wim Brusse, con il quale ebbe due figli. Nelle foto del dopoguerra la sua estetica si avvicinò a quella neorealista della fotografia umanista.
Nel 1947 due foto di Besnyö vennero utilizzate per dei francobolli di beneficenza per i bambini.Negli anni cinquanta i suoi impegni familiari la assorbirono; assunse solo incarichi vicino a casa, realizzando fotografie commerciali per le cooperative di consumatori olandesi e alcuni reportage sui visitatori dei musei, tra cui il Rijksmuseum e lo Stedelijk Museum di Amsterdam.
Nel 1953 partecipò con alcune foto ad una mostra sulla fotografia europea del dopoguerra al Museum of Modern Art di New York e nel 1955, sempre al MoMA, con una foto nella sezione "Lavoro" alla mostra The Family of Man
Nel 1957 ricevette la medaglia d'oro alla Prima Biennale della Fotografia di Venezia.
Nel 1969 venne incaricata dall'organizzazione Musement di fare una presentazione di diapositive sul museo Krölier-Müller; per l'occasione comprò una fotocamera Leica 35mm, abbandonando la Rolleiflex che usava dai tempi dei suoi studi a Budapest.
Nei primi anni settanta ritornò alla notorietà diventando la fotografa, la "portavoce visiva" del movimento femminista olandese Dolle Mina. In questo decennio ricevette diversi incarichi di reportage, come quelli con tema "Le donne nella società contemporanea" o aspetti del paesaggio urbano di Amsterdam, che le vennero assegnati dal consiglio dell'Amsterdam Fund for the Arts Foundation.
Nel 1982 si svolse all'Amsterdam Historical Museum la sua prima mostra retrospettiva Eva Besnyö, 'n halve eeuw werk, nella quale espose circa mezzo secolo del suo lavoro.
Nel 1988 espose nella mostra internazionale L'immagine delle donne a Siena presso Palazzo San Galgano, Facoltà di Lettere dell'Università, cui parteciparono fotografe, tra le altre, Adriana Argalia, Elisabetta Catamo, Carla Cerati, Halina Holas-Idziak, Vera Isler-Leiner, Edith Lechtape, Verita Monselles, Helen Sager, Leena Saraste, Giuliana Traverso, Helga von Brauchitsch, curata da Marinella Giannini e Mauro Tozzi
Nel 1994 ricevette il Premio Piet Zwart, istituito dall'associazione professionale dei designer olandesi (bNO) e il Premio Oeuvre dalla Foundation for the Visual Arts, Design and Architecture Foundation; nel 1999 il Premio Erich Salomon alla carriera per il fotogiornalismo dalla Società tedesca per la fotografia (Deutsche Gesellschaft für Photographie, DGPh).

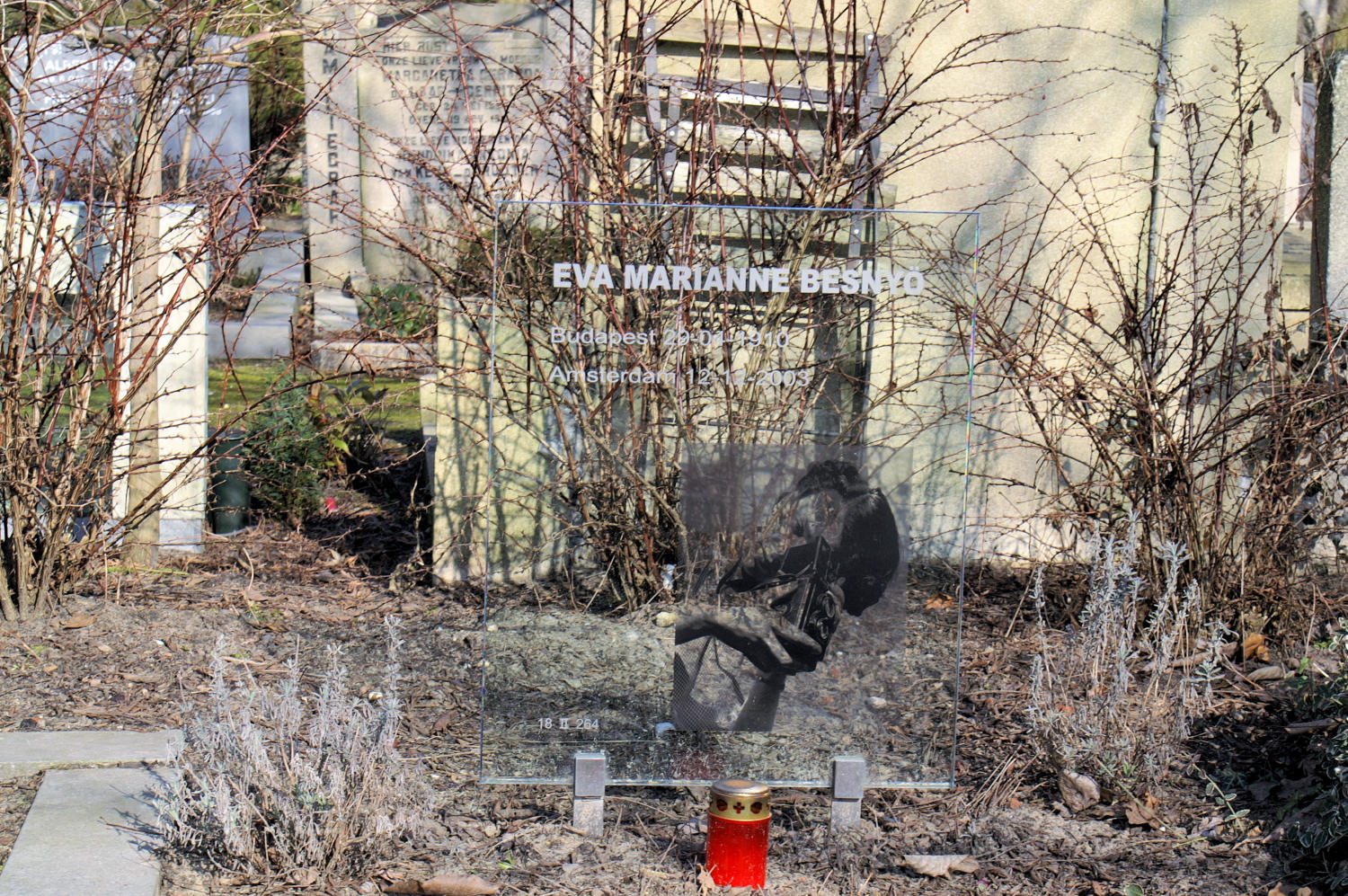
La tomba di Besnyö a Zorgvlied

Eva Besnyö morì il 12 dicembre 2002 al Rosa Spier Huis di Laren, nei Paesi Bassi, all'età di 93 anni; venne sepolta ad Amsterdam al cimitero Zorgvlied.
Gran parte delle sue foto sono conservate nell'archivio Eva Besnyö al Maria Austria Instituut di Amsterdam.

## Mostre[26]
- 1933. Prima mostra personale alla Van Lier Galeria, Amsterdam
- 1982. Eva Besnyö: N’halve eeuw werk (Eva Besnyö: mezzo secolo di lavoro). Amsterdams Historisch Museum
- 1992. Eva Besnyö. Photographien, 1930-1989. Das Verborgene Museum, Berlin
- 1993. Eva Besnyö. Vintage Prints. Amsterdams Historisch Museum

### Postume
- 2007. Eva Besnyö. Onbekende Foto’s. (Foto inedite) Joods Historisch Museum[29]
- 2011/2012. Eva Besnyö, Budapest - Berlin - Amsterdam. Das Verborgene Museum / Berlinische Galerie, Berlin.[30]
- 2012. Eva Besnyö. L’image sensible, Paris, Museum Jeu de Paume[31]
- 2018. Eva Besnyö. Photographin. Budapest - Berlin - Amsterdam. Käthe Kollwitz Museum Köln / Das Verborgene Museum / Paula Modersohn-Becker Museum

## Premi
- 1985. Premio Annie-Romein del 1985 (istituito dal mensile Opzij ) per il suo eccezionale contributo alla storiografia della seconda ondata del femminismo.[4]
- 1994. Oeuvre Prize dal Fonds voor de Beeldende Kunsten; Piet Zwart Prijs (istituito dall'associazione professionale dei designer olandesi)[12]
- 1999. Premio Dr. Erich Salomon della Deutsche Gesellschaft für Photographie (istituita per il fotogiornalismo umanista)[32]
- 2003. Medaglia d'Argento della città di Amsterdam.[26]

### Video documentari
- (NL) Eva Besnyö. The Choice Collection 2003 (con sottotitoli in inglese).
- (DE) Eva Besnyö au Jeu de Paume (con sottotitoli in francese), 2012. URL consultato il 16 novembre 2022.